# Jack Fox (Schauspieler)

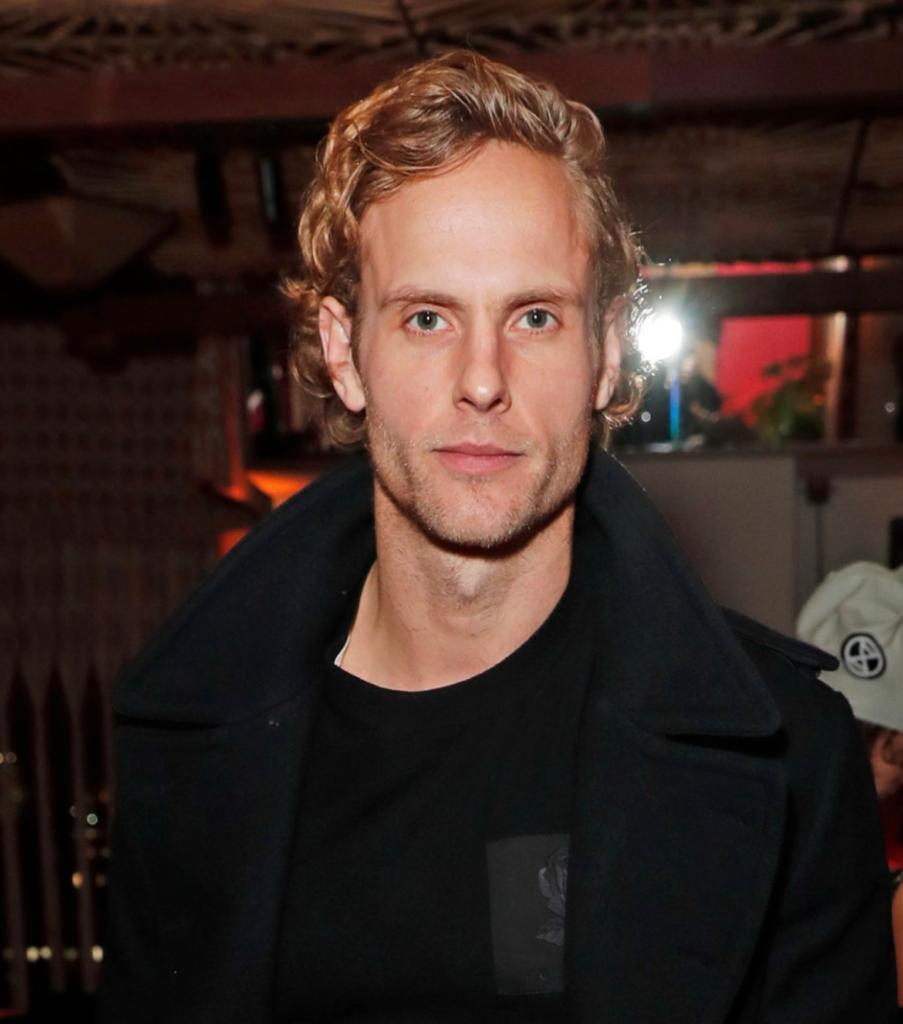
Jack Fox (2021)

Jack Louis Fox (* 17. September 1985 in London) ist ein britischer Schauspieler. Er wurde unter anderem durch seine Rollen in Johnny English – Man lebt nur dreimal und Riviera bekannt.

## Biografie
Fox wurde als Sohn des Schauspielers James Fox und Mary Elizabeth Piper geboren. Er ist der Bruder von Thomas, Laurence, Robin und Lydia Fox, sowie der Neffe des Produzenten Robert Fox und des Schauspielers Edward Fox.  Er schloss sein Studium an der University of Leeds in Philosophie und Theologie ab. Seit 2009 war er in rund zwei Dutzend Film- und Fernsehproduktionen zu sehen.

## Filmografie (Auswahl)

### Filme
- 2014: Blood Moon
- 2014: Theeb
- 2015: The Messenger
- 2016: Kids in love
- 2016: Level Up
- 2018: Johnny English – Man lebt nur dreimal
- 2023: Gletschergrab

### Serien
- 2009: Henry VIII: Mind of a Tyrant
- 2010: Lewis – Der Oxford Krimi
- 2013: Privates
- 2013: Dracula
- 2011–2013: Fresh Meat
- 2014: Mr Selfridge
- 2014: Our Zoo
- 2017: Snatch
- 2017: Genius
- 2019: Inspector Barnaby
- 2019–2020: Riviera
- 2022: Cheaters
- 2019–2023: Sandition